# فاضل السباعي
فاضل أبو السعود السباعي (1929 - 22 تشرين الثاني 2020) كاتب قصصي وروائي سوري. نال ليسانس بالحقوق من جامعة القاهرة في 1954، عمل مدرسا (1954-1958) ومحام (1955-1957). كان موظف في وزارة الشؤون الاجتماعية والعمل خلال سنوات 1958-1969، ثم عمل في المكتب المركزي للإحصاء (1969-1972) وشغل منصب مدير الإحصاء في دمشق. كان عضوا في لجنة التخطيط في الشؤون الثقافية بجامعة دمشق (1978-1982). هو عضو مؤسس اتحاد الكتاب العرب بدمشق.

## سيرته
ولد فاضل أبو السعود سليم السباعي في مدينة حلب بحي وراء الجامع،وهو الابن الأكبر لوالده التاجر المعروف في سوق (المْديْنِة) الحاج أبو السعود السباعي. حصل فاضل السباعْي على شهادة الابتدائية عام 1943 وشهادة الدراسة الثانوية في 1950. عاش سنوات يفاعته الأولى في منزل كبير بحي الجميليّة، يقع بجوار مدرسة الوليد بن عبد الملك الابتدائية في شارع السموأل المتفرع عن شارع القدسي، نشأ وترعرع وسط أسرة تجل العلم والمعرفة، فقد تمكن معظم أخوته وأخواته من الحصول على درجات علمية رفيعة.
تلقى تعليمه في مدارس حلب، ثم ذهب إلی مصر ليدرس في كلية الحقوق بجامعة فؤاد الأول (جامعة القاهرة فيما بعد). عاد إلى مسقط رأسه في آخر يونيو 1954، برفقة زوجته وابنته سوزان (ولدت في أكتوبر 1951) ثم بدأ بالتدريس وكتابة القصة. انضم إلى نقابة المحامين في عام 1955. استوحى بعض قصصه خلال تجاربه في المحاكم، مثل ذقون في الهواء، إحدى قصص مجموعته حياة جديدة، التي أذعاها راديو حلب عام 1957، وحكم عليه بالحبس لعشرة أيام.
بدأ نشاطه الأدبي بنظم الشعر، ثمّ تحول إلى كتابة القصّة القصيرة التي أبدع فيها على نحو غدا فيه واحداً من أهم القاصّين العرب خلال العقود الخمسة الأخيرة، كتب أيضاً المقالة، والدراسات الأدبية، والتاريخية، والقصّة المطولة، والرواية، وله تجربة في أدب الرحلات، وقام بترجمة عدد من القصّص القصيرة عن اللغة الفرنسية، في حين ترجمت بعض من أعماله إلى الفرنسية والإنكليزية، والألمانية، والروسية، ولغات أخرى، وشارك في العديد من المؤتمرات والندوات الثقافية، والنشاطات الأدبية المحلية، والعربية، والعالمية، انتخب أيضاً عضواً مقرّراً لجمعية القصّة والرواية في اتحاد الكتاب العرب، كما أنّه كان واحداً من الأعضاء المؤسسين لاتحاد الكتاب في سورية.
يعدّ واحداً من أولئك الرواد الذين يطلق عليهم صفة أصحاب الأسلوب، حيث يتميز إنتاجه الأدبي باللغة الأنيقة، والعميقة في آنٍ واحد، والتصوير البديع، المستمد من نبض الشارع والناس البسطاء والمهمشين والمظلومين، كما يرصد قلمه المرهف عادات المجتمع السوري وتقاليده، على نحو يمتزج فيه الواقع بالخيال، والحلم بالحقيقة.
بلغت إصداراته نحواً من ثلاثين مؤلفاً في شتى الأجناس الأدبية، وتحول عدد منها إلى دراما تلفزيونية.

كتب فاضل السباعي قصص ومقالات أدبية ونقدية خلال عمله كمحاماً ونشرتها في المجلات العربية. عمل أيضاً في مجال الحكومي، وكان مشرفا على الجمعيات الإنتاجية. وفي أول العام 1963 عاد السباعي إلى الشؤون الاجتماعية والعمل معاونا للمدير، وفي أواخره عُيِّن مديراً لمعهد سيف الدولة في إحدى ضواحي حلب ونُقِل منصبه إلى دمشق في 1967 واستوطن فيها.
سافر إلی باريس في 22 تشرين الأول 1977 والتحق بدورة الأرشيف. ثم رجع إلى سوريا ونقل من جامعة دمشق إلى الإدارة المركزية في وزارة التعليم العالي، مديرا في الترجمة والنشر.
ترك العمل الحكومي رسميا في 2 نوفمبر 1982 وقصد أن يتفرغ للكتابة.
أسّس دار إشبيلية للدراسات والنشر والتوزيع بدمشق عام 1987.

## حياته الشخصية وبعض آرائه
هو مسلم. قال عن بعض آرائه: «أقدّس الحرية والعدالة، لأنّهما جوهر الكرامة الإنسانيّة، وأكره الفقر والاستعباد، لأنّهما والكرامة الإنسانية على طرفيّ نقيض». و«أومن بالعروبة قوميّة إنسانية بعيدة عن الغلوّ، تتعايش مع القوميّات الأخرى، وتعطف على القوميات التي تنطوي تحت أجنحة أمّتي». وقال أيضا«أؤمن بالاشتراكية التي تخدم المجتمع ولا تعلو عليه، وتتننزّه عن أن تكون مجرّد شعارات تملّق أو مزادة أو انتقام.»
 
تزوج السباعي في 20 تشرين الأول 1950 وله أربعة أولاد (سوزان وسهير وخلود وابنه فراس). أقام بمصر 4 سنوات. زار لبنان والأردن وليبيا والجزائر وتونس، أقام بفرنسا مدة 9 أشهر وزار ألمانيا والولايات المتحدة. اعتقل مرة في أيام عمله في وزارة التعليم العالي في لحظة خروجه من جامعة حلب، خلال عيد الميلاد لعام 1980.

في أكتوبر 2013 هاجرمن سوريا إلى فلوريدا، الولايات المتحدة الأمريكية مع عائلته. 

## مؤلفاته
- الشوق واللقاء: قصص، 1958.
- ضيف من الشرف: قصص، 1959، نشرت في ما بعد تحت عنوان: الظماء والينبوع في 1946.
- مواطن أمام القضاء: قصص، 1959.
- الليلة الأخيرة، قصص، 1961.
- نجوم لا تحصی: قصص، 1962.
- حياة جديدة: قصص، 1964.
- حزن حتی الموت: قصص، 1975.
- رحلة حنان: قصص، 1975.
- الابتسام في الأيّام الصعبة: قصص، 1983.
- الألم علی نار هادئة: قصص، 1982.
- اعترافات ناس طيّبين: قصص، 1990.
- ثم أزهر الحزن: رواية، 1963.
- ثريا: رواية،1963.
- رياح كانون: رواية، 1968.
- التب: رواية، 1992.
- الزعيم إبراهيم هنانو، ثورته ومحاكمته: دراسة التاريخية والسيرة، 1961.
- عقبة بن نافع: سيرة، 1975.
- طارق بن زياد: سيرة، 1975.
- عمر المختار: سيرة، 1975.
- موسی بن نصير: سيرة، 1975.
- عمر بن العاص: سيرة، 1975.
- غومة المحمودي: سيرة، 1975.
- عبد الكريم الخطابي: سيرة، 1977.
- عبد الرحمن الكواكبي: سيرة، 1975.
- سليمان الباروني: سيرة، 1975.
- عبد الحميد بن باديس: سيرة، 1976.
- إلی المغرب: رحلة، 1977.
- البيوت أسرار: مسلسل، 2002.

## دراسات عنه
الرواية الاجتماعية عند فاضل السباعي، رسالة ماجستير أعدها الأديب والباحث محمود القاعود، كلية الآداب، جامعة عين شمس (2020).

## وفاته
توفي الأديب السوري فاضل السباعي عن عمر ناهز 91 عاماً، في تدويناته الأخيرة عبر صفحته الشخصية، كان السباعي يصور بعض ما يعانيه مع المرض، وفي حديث دوّن منذ نحو أسبوعين قبل وفاته قائلاً «يا الله، لقد أتعبتني أوجاع الجسد، وصروف الحياة، فخذني إليك يا الله».

## الوصلات الخارجية
- فاضل السباعي على موقع قاعدة بيانات الأفلام العربية

- أرشيف مقالات السباعي